# Kevanophisis ponapensis
Kevanophisis ponapensis är en insektsart som beskrevs av Kevan, D.K.M. 1992. Kevanophisis ponapensis ingår i släktet Kevanophisis och familjen vårtbitare. Inga underarter finns listade i Catalogue of Life.